# Busan-Gimhae Light Rail Transit
O Busan-Gimhae Light Rail Transit (부산-김해경전철) é um sistema de Metrô Leve que está em operação desde 17 de setembro de 2011, e atende as cidades de Busan e Gimhae na Coreia do Sul. É operado pela Busan–Gimhae Light Rail Transit Operation Corporation.

## História
A construção iniciada em fevereiro de 2006, foi conduzida por uma joint venture entre as empresas Pohang Iron and Steel Company (POSCO) e a Hyundai Rotem ambas da Coreia do Sul. Com 23,9 km a linha atenderá 18 estações.

### Material rodante
As composições da linha foram fabricadas especificadamente para a linha, pela empresa Rotem uma subsidiária da Hyundai, os LRV's são totalmente operados através do centro de comando sem a necessidade de condutores. Os modelos operam com velocidades mínimas de 33 quilômetros por hora (20,5 milhas por hora) e máximas operacionais de 70 quilômetros por hora (43,5 milhas por hora). A configuração dos veículos são arranjadas de duas unidades cada, sendo as duas motrizes, a captação de energia elétrica é realizado por terceiro trilho de corrente contínua (DC) com voltagem total de 750 volts. Cada composição pode transportar 184 passageiros por padrão, ou um total máximo de 304 pessoas.

#### Especificações
| Categoria                                                           | Descrição |
| ------------------------------------------------------------------- | --- |
| Veículo                                                             | Motorizado com motor elétrico de corrente contínua (DC) com rodeiros de aço e controlado remotamente                                                     |
| Tipo de veículo                                                     | Trem leve de duas unidades |
| Propriedades                                                        | Carroceria leve em alumínio |
| Inspeções e testes                                                  | Realizados pelo Korea Railroad Research Institute - Testes de performance Realizados pelo Korea Rolling Stock Technical Operation - Testes de construção |
| Especificações técnicas das unidades                                | |
| Bitola                                                              | Padrão de 1,435 mm em alumínio |
| Capacidade                                                          | Padrão: 184 passageiros Máximo de: 304 passageiros |
| Velocidade                                                          | Máxima de 80 km/h Operacional de 70 km/h |
| Comprimento                                                         | 27 000 mm (27,0 m) (excluindo o conector) |
| Largura / Altura                                                    | 2 650 mm (2,65 m) / 3 400 mm (3,40 m) |
| Peso                                                                | 46,5 t (103 000 lb) vazio 66,5 t (147 000 lb) cheio |
| Captação de energia                                                 | Terceiro trilho de contato baixo, 750 V DC |
| Freios                                                              | Freios de Comando Elétrico com freio a ar de frenagem regenerativa (controle de compensação de carga)                                                    |
| Tipo de freio                                                       | Comercial/Emergência/Estacionamento/Parada |
| Notas                                                               | |
| Fonte de dados: www.bglrt.com/00205/00206.web - Light Rail Vehicles | |